# Lucius Veturius Philo (Konsul 220 v. Chr.)
Lucius Veturius Philo war ein römischer Patrizier aus der gens der Veturier, der im 3. Jahrhundert v. Chr. lebte. Er war ein Nachkomme des zweimaligen Konsulars Titus Veturius Calvinus, dessen politische Karriere nach der demütigenden Niederlage gegen die Samniten im Jahr 321 v. Chr. ein abruptes Ende gefunden hatte. Sein Vater hieß wahrscheinlich ebenfalls Lucius Veturius Philo, ansonsten ist über ihn nichts bekannt.
Nachdem über hundert Jahren kein Veturier mehr ein hohes Amt des cursus honorum innegehabt hatte, bekleidete Philo im Jahr 220 v. Chr. als erster wieder das Consulat. Gemeinsam mit seinem Amtskollegen Gaius Lutatius Catulus führte er den Feldzug gegen die Kelten in Oberitalien, im Rahmen der römisch-gallischen Kriege.
Im zweiten Jahr des zweiten punischen Krieges wurde Lucius Veturius Philo angeblich zum Diktator zur Abhaltung von Wahlen bestimmt, habe das Amt aber aufgrund eines nicht näher bekannten Formfehlers bei seiner Wahl bereits nach vierzehn Tagen wieder niederlegen müssen. Die vermeintliche Ausübung dieser Funktion dürfte aber unhistorisch sein.
Philo verstarb 210 v. Chr., kurz nach seiner Ernennung zum Censor, ohne ein Amtsgeschäft als solcher ausgeübt zu haben. Immerhin hatte er noch Marcus Livius Salinator zum Wiedereinstieg in die Politik bewegt. Sein gleichnamiger Sohn erreichte 206 v. Chr. ebenfalls das Konsulat.